# The True Story of Frank Zappa's 200 Motels
The True Story of Frank Zappa's 200 Motels è un documentario del 1989 diretto da Frank Zappa, che racconta in dettaglio il making of del suo film 200 Motels del 1971.